# Municipio de Moord
El municipio de Moord (en inglés: Moord Township) es un municipio ubicado en el condado de Slope en el estado estadounidense de Dakota del Norte. En el año 2010 tenía una población de 18 habitantes y una densidad poblacional de 0,2 personas por km².

## Geografía
El municipio de Moord se encuentra ubicado en las coordenadas 46°29′36″N 103°6′35″O / 46.49333, -103.10972. Según la Oficina del Censo de los Estados Unidos, el municipio tiene una superficie total de 91.47 km², de la cual 91,36 km² corresponden a tierra firme y (0,12 %) 0,11 km² es agua.

## Demografía
Según el censo de 2010, había 18 personas residiendo en el municipio de Moord. La densidad de población era de 0,2 hab./km². De los 18 habitantes, el municipio de Moord estaba compuesto por el 100 % blancos. Del total de la población el 0 % eran hispanos o latinos de cualquier raza.